# Meinungsbildung
Meinungsbildung ist ein Begriff aus Soziologie und Psychologie, welcher die Vorgänge bezeichnet, die zu Entscheidungen führen, wie etwa politischen Entscheidungen, religiösen Entscheidungen oder Kaufentscheidungen. Hierbei steht die Frage im Vordergrund, welche Meinungen Einfluss haben, ob es sich um freiheitliche und individuelle oder durch Macht gelenkte Prozesse handelt. Eine vorherrschende Meinung wird auch öffentliche Meinung oder herrschende Meinung genannt.
Historisch steht der Begriff Meinungsbildung im Zusammenhang mit Meinungsfreiheit und Mündigkeit als Bildungsidealen der Aufklärung, deren Gefährdung etwa durch Medienmanipulation, Zensur, Propaganda oder Demagogie diskutiert wird. Den Wandel im 20. Jahrhundert hat etwa Jürgen Habermas in seiner Arbeit Strukturwandel der Öffentlichkeit (1962) interpretiert. – Empirisch wird die Meinungsbildung von der Meinungsforschung untersucht.